# Juan Manzur
Juan Luis Manzur (San Miguel de Tucumán, 8 de enero de 1969) es un médico y político de Argentina. Actualmente se desempeña como senador nacional por la provincia de Tucumán desde 2023. Ejerció como jefe de Gabinete de Ministros de la Nación, desde septiembre de 2021 hasta febrero de 2023, bajo la presidencia de Alberto Fernández y  gobernador de la provincia de Tucumán, desde octubre de 2015 hasta octubre de 2023; estando en uso de licencia tras asumir la jefatura de Gabinete. Fue ministro de Salud de la Nación Argentina, de 2009 a 2015, durante el gobierno de Cristina Fernández de Kirchner.
Es médico cirujano, sanitarista y médico legista. En las elecciones del 23 de agosto de 2015 fue elegido gobernador de la provincia de Tucumán por el Frente para la Victoria, triunfando con el 51,64% de los votos. En 2019 se presentó nuevamente como candidato a la gobernación y resultó reelecto por un amplio margen de ventaja respecto a su competidora Silvia Elías de Pérez.
En el período 2017-2019 fue presidente pro tempore de la ZICOSUR (Zona de Integración del Centro Oeste de América del Sur).
El 22 de junio de 2023 fue anunciado como integrante de una de las fórmulas presidenciales de Unión por la Patria, candidateándose a vicepresidente siendo el candidato a presidente Wado de Pedro. Sin embargo, al día siguiente dicha coalición dio a conocer que la fórmula presidencial sería integrada por Sergio Massa y Agustín Rossi, descartando el resto de posibilidades barajadas.

## Biografía

### Educación
Cursó la carrera de Medicina en la Universidad Nacional de Tucumán, en donde obtuvo el título de Médico, posteriormente realizó su residencia en Cirugía general en el Hospital Álvarez, en la ciudad de Buenos Aires, y además se especializó en medicina laboral y legal. Tiene un máster en Administración de Servicios y Sistemas de Salud realizado en la Escuela de Salud Pública de la UBA
Se especializó como médico sanitarista y legista en el Instituto ISalud, en la ciudad de Buenos Aires, en donde fue discípulo de Ginés González García.[cita requerida] Ocupó funciones de responsabilidad en distintas áreas sanitarias. Fue titular de epidemiología en la provincia de San Luis.

### Comienzos en política
Se desempeñó como secretario de Salud en el Partido de La Matanza, cuyo intendente era Alberto Balestrini, y luego como viceministro de salud en la provincia de San Luis. En el año 2003 asumió como ministro de salud de la provincia de Tucumán, integrando el gabinete del Gobernador José Alperovich. Durante su gestión como ministro en Tucumán llevó a cabo diferentes planes logrando que los índices de mortalidad infantil se reduzcan, emprendió un amplio plan de remodelación de todos los establecimientos hospitalarios y la creación de Centros de Atención Primaria -CAP- en toda la geografía provincial.
En 2007 fue elegido vicegobernador de Tucumán y presidente de la Legislatura provincial, compartiendo la fórmula electoral con José Alperovich.

### Ministro de Salud de la Nación
El 1 de julio de 2009 asumió el cargo de Ministro de Salud de la Nación Argentina, en plena pandemia de gripe A integrando el gabinete de la presidenta Cristina Fernández de Kirchner, con el objetivo de frenar y combatir la epidemia de Gripe A (H1N1), entre las cuales sobresale la creación de una cuenta de 1000 millones de pesos para paliar la epidemia en todo el país. Era vicegobernador de Tucumán desde octubre de 2007, pero el 29 de octubre de 2013 entregó la vicegobernación a Regino Amado, luego de salir Manzur reelecto en 2011 con Alperovich de Gobernador por tercera vez.

#### Ley de salud mental
La Ley 26.657, conocida como Ley de salud mental, es una legislación argentina que asegura el derecho a la protección de la salud mental de todas las personas, y los derechos humanos de aquellas con padecimiento mental. Fue sancionada el 25 de noviembre de 2010 y promulgada el 2 de diciembre de 2010. El eje de la ley es que las personas con padecimiento mental deben ser tratadas en hospitales comunes y que las internaciones deben ser breves y notificadas al juez.

#### Ley antitabaco
La Ley N.º 26.687, conocida como Ley Nacional Antitabaco, es una legislación argentina de "regulación de la publicidad, producción y consumo de los productos elaborados con tabaco". Fue sancionada el 1 de junio de 2011 y promulgada el 13 de junio de 2011. 

#### Ley de consumo máximo de sodio
La Ley de consumo de sodio, o Ley 26.905, es una legislación argentina sobre los valores máximos permitidos de sodio en alimentos.  Fue sancionada el 13 de noviembre de 2013 y promulgada el 6 de diciembre de 2013. 

#### Enfermedades tropicales
En agosto de ese año se implementó el Plan Nacional de Prevención y Control del Dengue y la Fiebre Amarilla, a través del cual se capitalizaron las experiencias y saberes de distintos actores del orden gubernamental nacional y provincial, además de las sociedades científicas, universidades y organizaciones sociales. Así se logró que no hubiera víctimas fatales y se registrara poco más de un millar de enfermos, un 96 % menos que en 2009.

## Gobernador de Tucumán (2015 - 2023)
En las elecciones del 23 de agosto de 2015, la fórmula Juan Manzur-Osvaldo Jaldo, ganó con el 51.64% de los votos ante el 40.1% de José Cano-Domingo Amaya. Tras denuncias de irregularidades y violentas protestas La Sala I de la Cámara en lo Contencioso Administrativo intentó anular las elecciones. Finalmente la Corte Superior de Justicia provincial, revocó el fallo y el 22 de septiembre, la Junta Electoral provincial proclamó gobernador a Juan Manzur.
Juan Manzur y Osvaldo Jaldo asumieron el 29 de octubre, y Manzur integró un gabinete compuesto principalmente por los ministros Regino Amado (Gobierno), Miguel Acevedo (Interior), Eduardo Garvich (Economía, Justicia y Seguridad), Rossana Chahla (Salud), Juan Pablo Lichtmajer (Educación), Luis Fernández (Desarrollo Productivo), Gabriel Yedlin (Desarrollo Social) y Pablo Yedlin en la Secretaría General de la Gobernación.
Durante su gestión Tucumán pasó a estar conectada vía aérea con Buenos Aires y otras provincias con más de 70 frecuencias aéreas semanales. Mediante ferias y misiones comerciales para oportunidades de negocios en mercados del exterior, participaron 150 compañías tucumanas. Se lanzó el Programa Probiomasa, destinado al desarrollo de proyectos relacionados con la generación de energía a partir de la biomasa procedente de diferentes residuos agrícolas. Respecto a la educación, el tiempo de aprendizaje se incrementó en un 37%. La tasa de escolarización para la sala de 3 años se incrementó en un 27% y la de niños de 4 años es del 87,1%. Se crearon 11 escuelas de nivel inicial, y la tasa de escolarización primaria alcanzó el 99 por ciento.
En las elecciones provinciales de 2019, Manzur fue reelecto con el 50,8% de los votos, superando a la senadora nacional Silvia Beatriz Elías de Pérez, quien obtuvo el 20,4%.

#### Economía
En abril de 2018 se lograron reanudar las exportaciones de limón a Estados Unidos, luego de casi 17 años de prohibición por medidas fitosanitarias. El primer envío consistió en 1200 toneladas y según el ministro de Desarrollo Productivo de la provincia se esperaba llegar a "entre 10.000 y 15.000 toneladas" durante ese año.

#### Salud
Manzur ha mostrado una postura contraria al aborto. En el último debate antes de las elecciones de 2019 dijo: “celebro que se haya declarado a Tucumán Provincia Pro-Vida”. En febrero de 2019 se denunció que médicos y funcionarios provinciales obligaron a una niña de 11 años que había sido violada a tener el bebé en lugar de aplicar Interrupción Legal del Embarazo (ILE) que la familia había solicitado.
Consiguió las sanciones de sus proyectos de ley de Receta Digital y Teleasistencia médica (Ley N°27.553), y de la ley para la adquisición de la vacuna contra el COVID-19 (Ley N°27.573).[cita requerida]
En 2020 la justicia le ordenó a la provincia cumplir con la ley de educación sexual integral y la ley micaela, lo que Manzur se compremetió a hacer. El diputado peronista Pablo Yedlin indicaba un año antes que Tucumán era la única provincia del país que no había adherido a estas leyes.

#### Seguridad
En diciembre de 2017 se crea el Ministerio de Seguridad, al frente del cual se nombra al excomandante de Gendarmería, Claudio Maley.

#### Gabinete gubernamental
| Ministerios del Gobierno de Juan Manzur           | Ministerios del Gobierno de Juan Manzur | Ministerios del Gobierno de Juan Manzur         |
| Cartera                                           | Titular                                 | Período                                         |
| ------------------------------------------------- | --------------------------------------- | ----------------------------------------------- |
| Ministerio de Gobierno y Justicia                 | Regino Amado                            | 29 de octubre de 2015 - 29 de octubre de 2019   |
| Ministerio de Gobierno y Justicia                 | Carolina Vargas Aignasse                | 29 de octubre de 2019 - 28 de octubre de 2023   |
| Ministerio de Economía                            | Eduardo Garvich                         | 29 de octubre de 2015 - 28 de octubre de 2023   |
| Ministerio de Educación                           | Juan Pablo Lichtmajer                   | 29 de octubre de 2015 - 28 de octubre de 2023   |
| Ministerio de Desarrollo Social                   | Gabriel Yedlin                          | 29 de octubre de 2015 - 15 de marzo de 2022     |
| Ministerio de Desarrollo Social                   | Lorena Málaga                           | 17 de marzo de 2022 - 28 de octubre de 2023     |
| Ministerio de Desarrollo Productivo               | Luis Fernández                          | 29 de octubre de 2015 - 5 de marzo de 2021      |
| Ministerio de Desarrollo Productivo               | Álvaro Simón Padros                     | 9 de marzo de 2021 - 28 de octubre de 2023      |
| Ministerio del Interior                           | Miguel Acevedo                          | 29 de octubre de 2015 - 28 de octubre de 2023   |
| Ministerio de Salud                               | Rossana Chahla                          | 29 de octubre de 2015 - 7 de diciembre de 2021  |
| Ministerio de Salud                               | Luis Medina Ruiz                        | 7 de diciembre de 2021 - 28 de octubre de 2023  |
| Ministerio de Seguridad                           | Claudio Maley                           | 2017 - 26 de octubre de 2021                    |
| Ministerio de Seguridad                           | Eugenio Agüero Gamboa                   | 26 de octubre de 2021 - 28 de octubre de 2023   |
| Ministerio de Obras Públicas y Servicios Públicos | Fabián Soria                            | 1 de abril de 2022 - 28 de octubre de 2023      |
| Secretaría General de la Gobernación              | Pablo Yedlin                            | 29 de octubre de 2015 - 10 de diciembre de 2017 |
| Secretaría General de la Gobernación              | Silvia Pérez                            | 29 de octubre de 2019 - 28 de octubre de 2023   |

## Denuncias y falta de mérito
En abril de 2018 el juez Claudio Bonadio procesó a Manzur por supuestas irregularidades en la licitación de los elementos del "plan qunita", — dada su responsabilidad como ministro de Salud en ese momento. La causa había sido iniciada en 2016  Manzur había sido sobreseído y en mayo de 2019 la Cámara Federal dejó firme el sobreseimiento con fuerza de cosa juzgada.